# Mario Zanin (kolarz)
Mario Zanin (ur. 3 lipca 1940 w Santa Lucia di Piave) – włoski kolarz szosowy, mistrz olimpijski.

## Kariera
Największy sukces w karierze Mario Zanin osiągnął w 1964 roku, kiedy zwyciężył w indywidualnym wyścigu ze startu wspólnego podczas igrzysk olimpijskich w Tokio. W zawodach tych bezpośrednio wyprzedził Duńczyka Kjella Rodiana oraz Belga Waltera Godefroota. Był to jedyny medal wywalczony przez Zanina na międzynarodowej imprezie tej rangi oraz jego jedyny start olimpijski. Ponadto w 1966 roku wygrał Giro del Belvedere, a także jeden z etapów Vuelta a España, jednak całego wyścigu nie ukończył. Dwa lata wcześniej wystartował w Giro d’Italia, zajmując ostatecznie 67. pozycję w klasyfikacji generalnej. W 1964 roku wywalczył również złoty medal w indywidualnym wyścigu ze startu wspólnego amatorów podczas szosowych mistrzostw Włoch. W zawodowym peletonie startował w latach 1965–1968.

## Najważniejsze zwycięstwa
- 1964 – mistrzostwo olimpijskie ze startu wspólnego
- 1966 – etap w Vuelta a España